# ČSD-Baureihe E 422.0
Die ČSD-Baureihe E 422.0 (ab 1988: Baureihe 100) sind elektrische Gepäcklokomotiven für die mit 1,5 kV Gleichspannung elektrifizierten Lokalbahnen der einstigen Tschechoslowakischen Staatsbahnen ČSD.

## Geschichte
Die Lokomotiven ersetzten den überalterten, aus den Jahren 1903 bis 1941 stammenden Fahrzeugpark der Lokalbahnen Tábor–Bechyně und Rybník–Lipno nad Vltavou. Zudem wurde für den Bau der Talsperre Lipno die dahin führende Lokalbahn für den Baustoffverkehr grundlegend ausgebaut und die Fahrleitungsspannung von 1200 auf 1500 V Gleichspannung angehoben, so dass eine Erneuerung des Fahrzeugparkes unumgänglich wurde.
Die Entwicklung der neuen Lokomotive wurde schon Ende der 1940er Jahre vollzogen. Die offizielle Bestellung erfolgte 1955 bei Škoda in Pilsen. 1956 und 1957 wurden die vier Maschinen in Dienst gestellt. Škoda nutzte bei der Herstellung viele Konstruktionsdetails der Lokomotive Reihe E 499.0. Als Besonderheit erhielten die Lokomotive ein von außen zugängliches Gepäckabteil, was ihr bald nach dem Erscheinen den Spitznamen „kapesní Bobina“ einbrachte. Somit ist das Aussehen der Lokomotive wie eine verkleinerte Verwandte von Lokomotiven der ersten Generation von Škoda. Im Gegensatz zu der E 499.0 war man bei dieser Lokomotive nicht lizenzgebunden.
Die Lokomotiven versahen stets auf den genannten Lokalbahnen den Dienst. 1988 erhielten sie die neue Reihenbezeichnung 100. Mit der Umstellung der Lokalbahn nach Lipno auf eine Fahrleitungsspannung von 25 kV mit 50 Hz verloren die Lokomotiven 2003 ihr letztes Einsatzgebiet und die Baureihe wurde komplett ausgemustert. Die E 422.0001 wird als betriebsfähige Museumslokomotive der ČD erhalten, die E 422.0003 gehört zum Bestand des Eisenbahnmuseums Lužná u Rakovníka.
Letztere wurde nach erfolgter Hauptuntersuchung im Mai 2016 zusammen mit zwei alten Schürzenwagen im Juli und August an Wochenenden im regulären Personenzugdienst eingesetzt.

## Technische Merkmale
Die zweiachsigen Drehgestelle gingen aus denen der übrigen Lokomotiven der ersten Generation hervor. Jede Achse wird von einem Tatzlagerfahrmotor mit einseitiger Kraftübertragung angetrieben. Der Lokomotivkasten ist eine kastenförmige Konstruktion, die sich über längsliegende Wiegenblattfedern auf den Drehgestellrahmen abstützt. Die Primärfederung zwischen Achslagern und Drehgestellrahmen bilden Schraubenfedern. Die Lokomotiven sind mit einer Spindelhandbremse, einer indirekt wirkenden Druckluftbremse für den Wagenzug, einer direktwirkenden Druckluftbremse als Zusatzbremse sowie einer elektrodynamischen Bremse ausgerüstet. Die zwei Fahrmotoren eines Drehgestells sind als Gruppe ständig in Reihe geschaltet. Die beiden Motorgruppen können in Serie oder parallel geschaltet werden. Die weitere Regulierung der Leistung erfolgte durch eine Widerstandssteuerung mit 24 Stufen in Serien- und 16 Stufen Parallelschaltung der Motorgruppen.

## Galerie

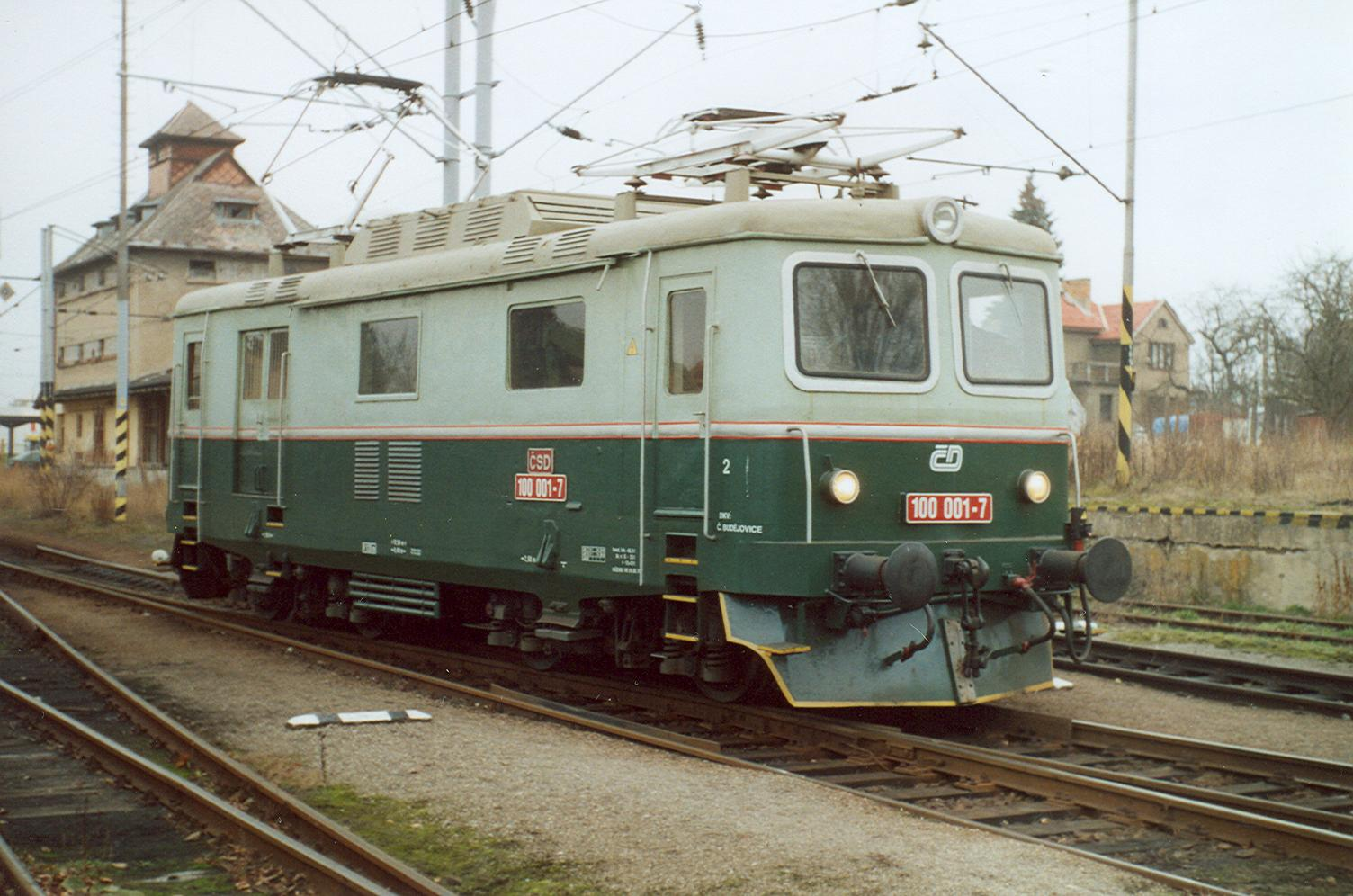
E 422.001 im Bahnhof Bechyně
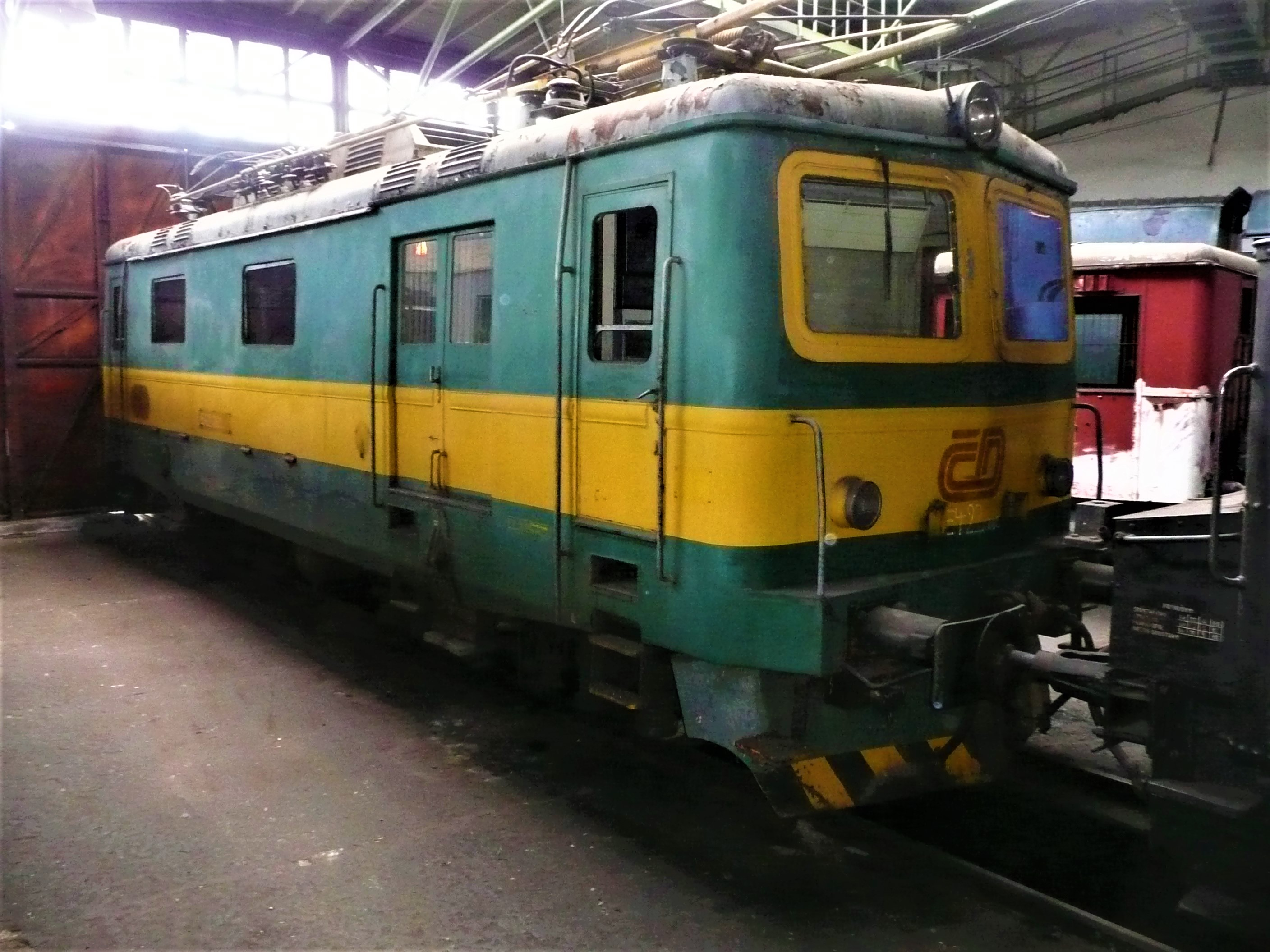
E 422.002 als Exponat des NTM im Heizhaus von Chomutov